# Prinsenkasteel

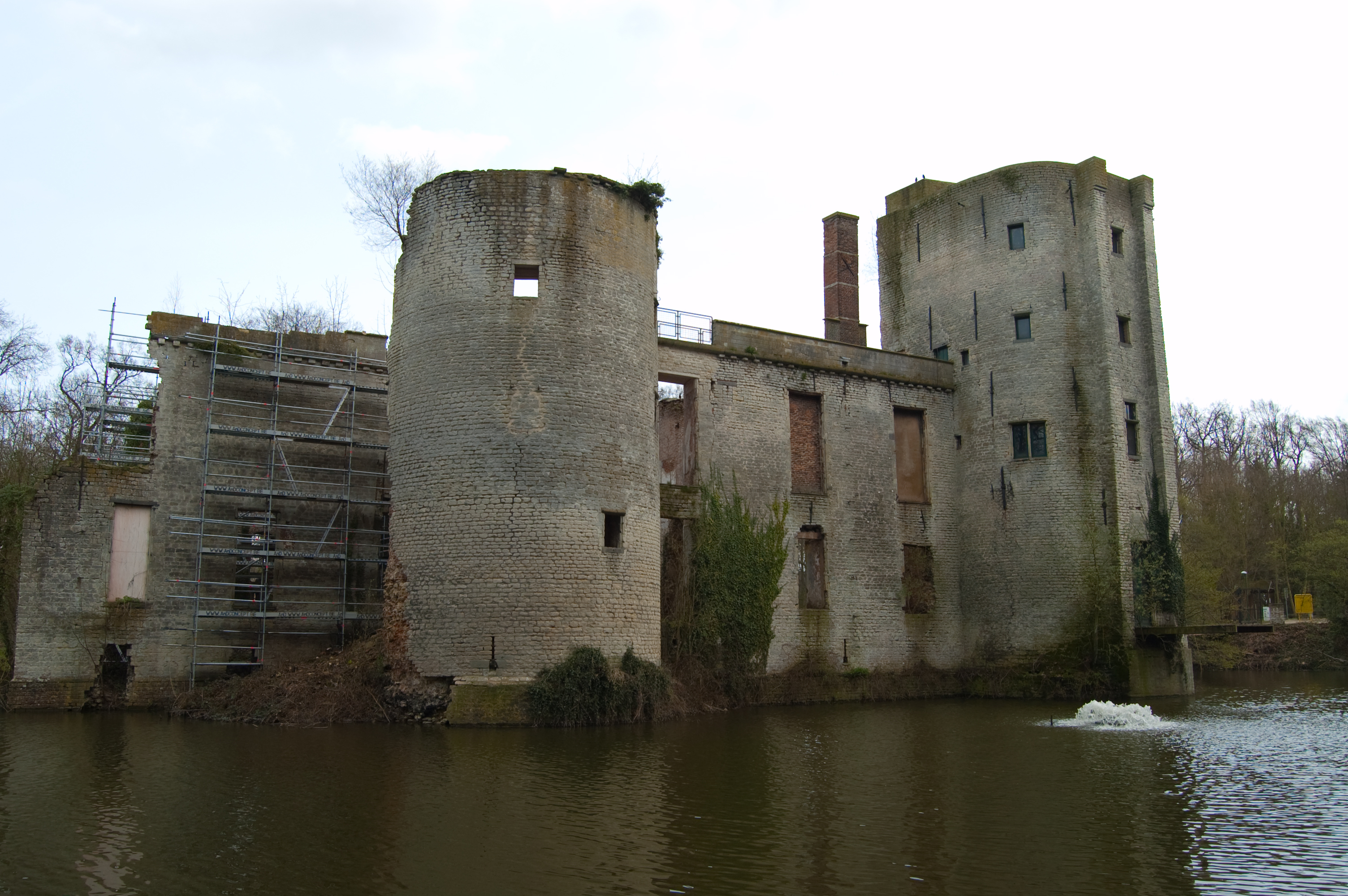

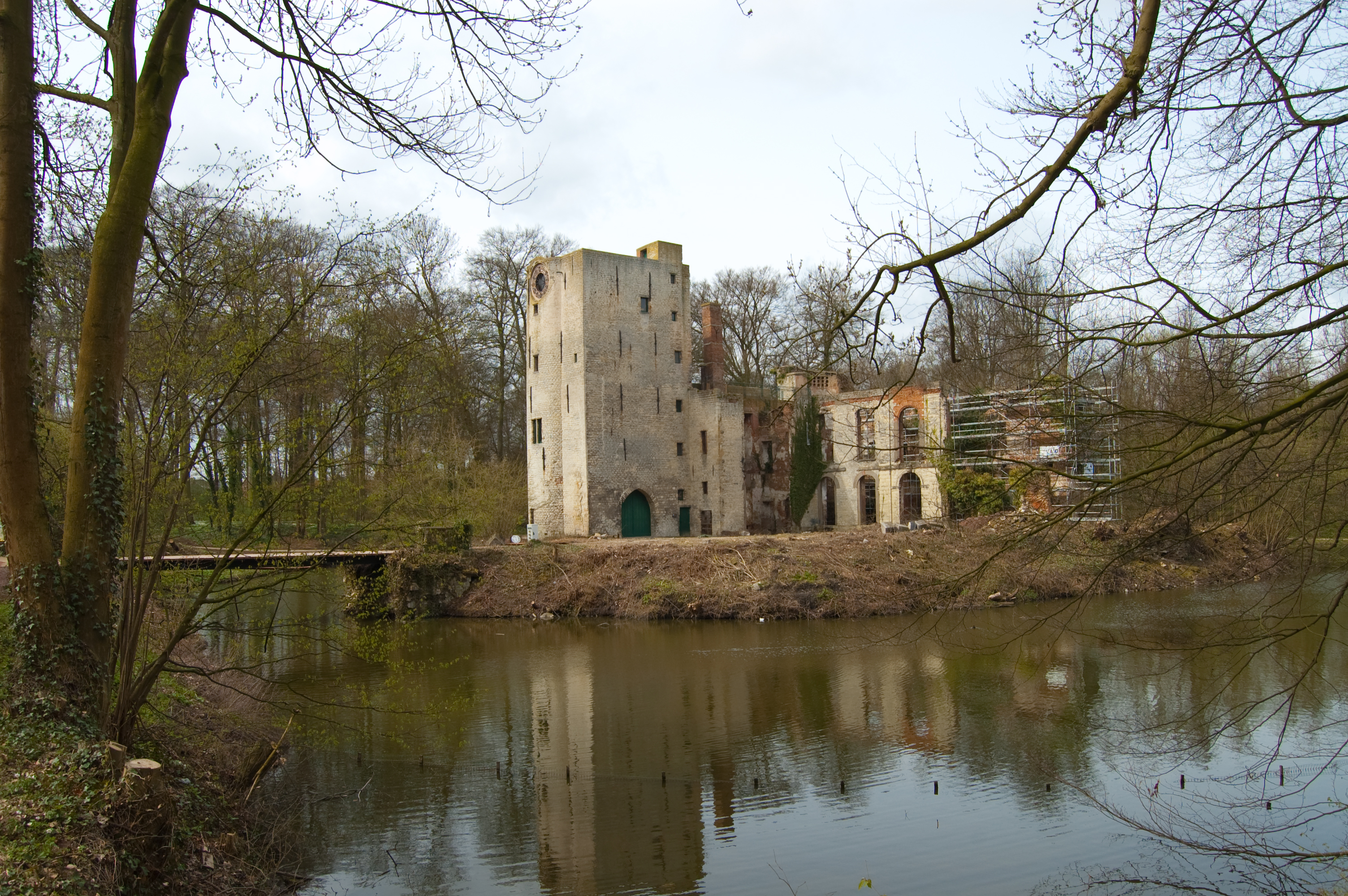

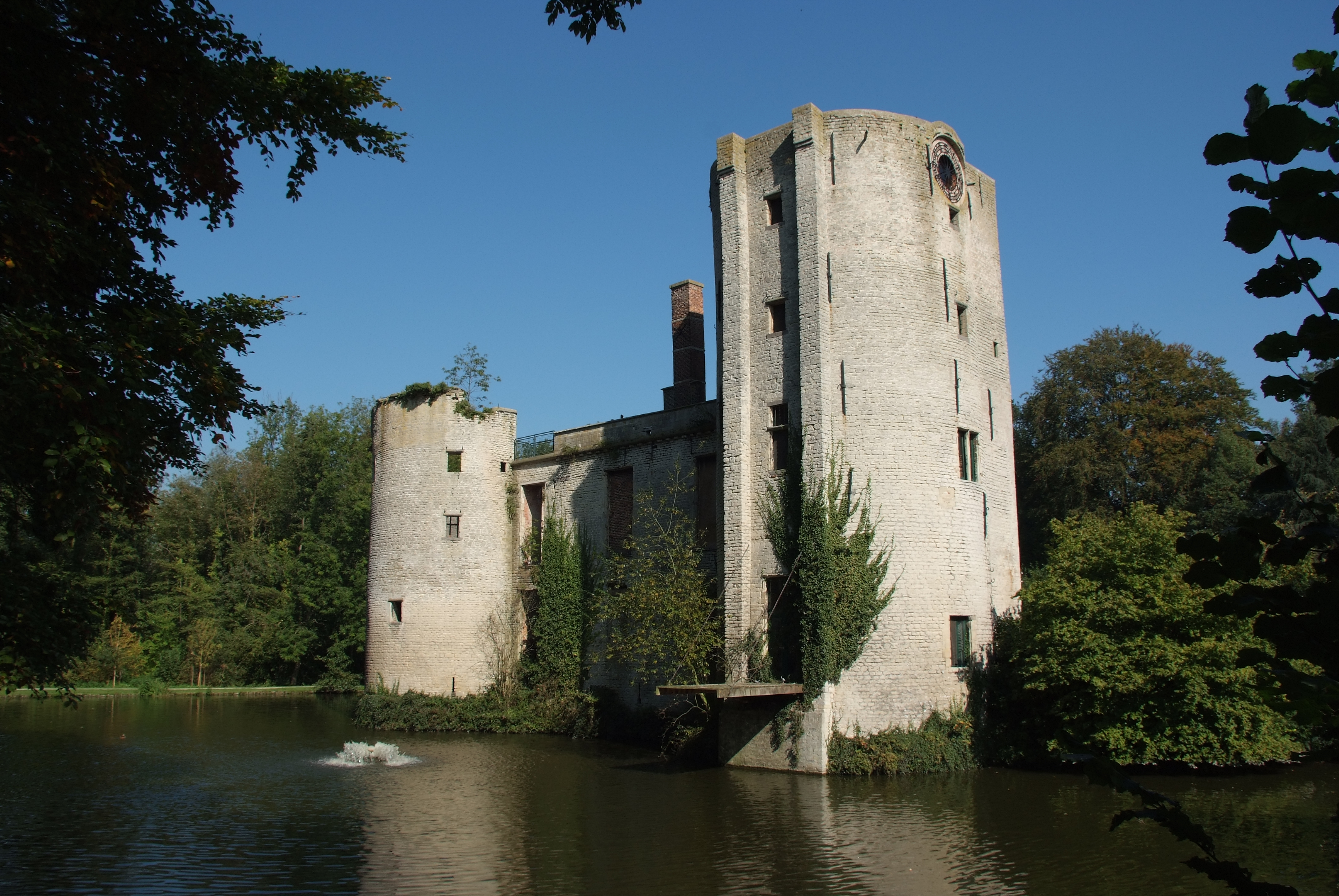

Het Prinsenkasteel was vanaf de 14e eeuw de verblijfplaats van de Heren van Grimbergen. De ruïnes ervan bevinden zich in het Prinsenbos, ten zuiden van het centrum van de Belgische gemeente Grimbergen.

## Geschiedenis
In de Grimbergse Oorlogen (1141-1159) was het machtige geslacht Berthout zijn houten burcht op de Borgtberg verloren. Mogelijk verhuisden ze naar de huidige locatie na een grondruil met de Norbertijnenabdij (gedocumenteerd in 1217). De donjon en mogelijk ook de tweede hoektoren dateren grotendeels uit 1400-20. Onderzoek heeft de aanwezige beitelsporen in verband gebracht met een steenhouwerstechniek uit die periode.
In 1488 werd het kasteel belegerd en veroverd door de Brusselaars in hun opstand tegen keizer Maximiliaan I. Het volgende jaar nam hertog Albrecht van Saksen het terug. Klaarblijkelijk heeft hij het niet met de grond gelijk laten maken, zoals in kronieken beschreven ("fut rasé par terre et se rendist").
Filips Frans van Glymes (1646-1704), prins van Grimbergen, maakte van het bestaande kasteel in de 17e eeuw een prinselijk domein. Hij stond in hoog aanzien bij het Spaanse hof en was door koning Filips V benoemd tot gouverneur van Bergen op Zoom en hoogbaljuw van Henegouwen. In 1695, net vóór het vreselijke bombardement op Brussel, werd hij gouverneur van de Zennestad. Zijn grafmonument is te bewonderen in het koor van de Sint-Servaasbasiliek (evangeliezijde).
Het waterkasteel werd in het begin van de 17de eeuw vergroot en het kwam in 1757 in bezit van de familie de Mérode die er verbleef tot aan de Franse Revolutie. Later werd het kasteel medio 18e eeuw tot circa 1900 aangepast.
Vanaf september 1901 namen een 25-tal Franse Norbertinessen hun intrek in het kasteel dat toen al vele jaren onbewoond was. Zij waren namelijk door het anti-klerikale en antikatholieke regime uit hun klooster in Bonlieu-sur-Roubion (Drôme) verdreven. Ze maakten het kasteel terug bewoonbaar en konden uiteindelijk in 1933 terugkeren naar Frankrijk. In 1907 werd het kasteel gerestaureerd onder leiding van architect Pierre Langerock.
Tijdens de Tweede Wereldoorlog was het kasteel in handen van de Duitse bezetter en werd het gebruikt als munitiedepot. In september 1944 werd het door Duitse soldaten van het luchtmachtonderdeel, dat op het vliegveld gelegerd was, in brand gestoken zodat de oprukkende geallieerden de munitie niet te pakken zouden krijgen. Ondanks de hevige brand en tal van explosies bleven de donjon in de zuidwesthoek en een ronde hoektoren in het noordwesten, verbonden door de westergevel, overeind.
Het kasteel bleef tot 1959 eigendom van de familie de Mérode. In dat jaar verkochten ze het kasteel en het omringende park aan de gemeente Grimbergen.
Aan het einde van de jaren 1990 is de restauratie begonnen en zal het deel uit gaan maken van het Museum voor de Oudere Technieken (MOT), zo'n honderd meter verderop gelegen in het zuidelijke deel van het Prinsenbos.
In 2023 maakte Vlaanderen een half miljoen euro vrij voor instandhoudingswerken van het kasteel. Deze werken beginnen in het voorjaar van 2024.

## Beschrijving
De kelder van de waterburcht bevat pijlers met wapenschilden van de familie van Bergen, die afstamt van de Berthouts.
De paardenstallen en de bergplaats van het kasteel vormen samen met een aanpalende boerderij het Guldendal.